# Nati nel 1932/Febbraio
| Questa pagina contiene informazioni ricavate automaticamente dalle voci biografiche con l'ausilio del template Bio e di un bot. L'aggiornamento è periodico e automatico e ricostruisce completamente la pagina. Se manca una persona in questa lista, sei pregato di non aggiungerla, ma accertati piuttosto che la sua voce biografica contenga il template Bio e che i dati anagrafici siano correttamente compilati. Se il template Bio manca, inseriscilo tu stesso o, in alternativa, metti l'avviso {{tmp\|Bio}} che ne segnala la mancanza. Se i dati riportati sono sbagliati, correggi direttamente la voce biografica; le modifiche saranno visibili in questa lista entro pochi giorni. Per chiarimenti vedi il progetto biografie. La lista contiene solo le 192 persone che sono citate nell'enciclopedia e per le quali è stato implementato correttamente il template Bio. Pagina aggiornata al 2 ago 2025. |

- 1º febbraio - Gustavo Delgado, giornalista, telecronista sportivo e conduttore televisivo italiano
- 1º febbraio - Cees van Dongen, pilota motociclistico olandese († 2011)
- 1º febbraio - John Nott, politico britannico († 2024)
- 1º febbraio - Hasan al-Turabi, politico sudanese († 2016)
- 2 febbraio - Arthur Lyman, musicista statunitense († 2002)
- 2 febbraio - Robert Mandan, attore statunitense († 2018)
- 2 febbraio - Giuseppe Radaelli, calciatore italiano († 2020)
- 2 febbraio - Jens Jørgen Thorsen, pittore, regista e musicista danese († 2000)
- 2 febbraio - Hélène Vallier, attrice francese († 1988)
- 3 febbraio - Flavio Roberto Carraro, vescovo cattolico e religioso italiano († 2022)
- 3 febbraio - Francesco Corbetta, biologo e botanico italiano († 2019)
- 3 febbraio - Peggy Ann Garner, attrice statunitense († 1984)
- 3 febbraio - Patricia Haines, attrice britannica († 1977)
- 3 febbraio - Stuart Hall, sociologo e attivista giamaicano († 2014)
- 3 febbraio - Marija Itkina, velocista sovietica († 2020)
- 4 febbraio - Mioara Avram, linguista romena († 2004)
- 4 febbraio - Robert Coover, scrittore e slavista statunitense († 2024)
- 4 febbraio - Ivan Davis, pianista statunitense († 2018)
- 4 febbraio - Shigeo Fukuda, designer giapponese († 2009)
- 4 febbraio - Dagmar Hubálková, cestista cecoslovacca († 2019)
- 4 febbraio - Antonio Lubrano, giornalista e conduttore televisivo italiano
- 4 febbraio - Bruno Maggioni, biblista italiano († 2020)
- 4 febbraio - Giuseppe Patrucco, ex calciatore italiano
- 4 febbraio - Raoul Schollhammer, allenatore di calcio e calciatore francese († 2022)
- 4 febbraio - Jaroslav Tetiva, cestista cecoslovacco († 2021)
- 5 febbraio - Giuseppe Berton, missionario italiano († 2013)
- 5 febbraio - Antonio Colomban, calciatore e allenatore di calcio italiano († 2020)
- 5 febbraio - Cesare Maldini, calciatore e allenatore di calcio italiano († 2016)
- 5 febbraio - Valentino Manzoni, politico italiano
- 5 febbraio - Mila Pieralli, politica italiana († 2013)
- 5 febbraio - Hiroaki Satō, calciatore giapponese († 1988)
- 6 febbraio - Camilo Cienfuegos, rivoluzionario e guerrigliero cubano († 1959)
- 6 febbraio - Sumi Hanayo, attrice cinematografica e attrice televisiva giapponese
- 6 febbraio - Arístides Isusi, cestista paraguaiano († 1999)
- 6 febbraio - Jim Poole, giocatore di badminton e cestista statunitense († 2021)
- 6 febbraio - Franco Sala, ex calciatore italiano
- 6 febbraio - Mario Sossi, magistrato, avvocato e politico italiano († 2019)
- 6 febbraio - François Truffaut, regista, sceneggiatore e produttore cinematografico francese († 1984)
- 7 febbraio - John Atyeo, calciatore inglese († 1993)
- 7 febbraio - Vasilij Kuznecov, multiplista sovietico († 2001)
- 7 febbraio - Nikita Larionovič Larionov, poeta, scrittore e insegnante russo († 2014)
- 7 febbraio - David Messina, giornalista, telecronista sportivo e autore televisivo italiano († 2024)
- 7 febbraio - Domenico Pittella, politico e medico italiano († 2018)
- 7 febbraio - Warren Smith, cantante statunitense († 1980)
- 7 febbraio - Gay Talese, giornalista e scrittore statunitense
- 7 febbraio - Alfred Worden, astronauta statunitense († 2020)
- 8 febbraio - Cliff Allison, pilota automobilistico britannico († 2005)
- 8 febbraio - Jean Céa, matematico francese († 2024)
- 8 febbraio - Horst Eckel, calciatore tedesco († 2021)
- 8 febbraio - Vladas Garastas, ex cestista e allenatore di pallacanestro lituano
- 8 febbraio - Elspeth Howe, politica britannica († 2022)
- 8 febbraio - Angelo Vanzin, canottiere italiano († 2018)
- 8 febbraio - Irene Velásquez, ex cestista cilena
- 8 febbraio - Gigi Vesigna, giornalista italiano († 2015)
- 8 febbraio - John Williams, compositore, arrangiatore e direttore d'orchestra statunitense
- 9 febbraio - Daniel Bekker, pugile sudafricano († 2009)
- 9 febbraio - Ernesto Colnago, imprenditore e ex ciclista su strada italiano
- 9 febbraio - Jiří Javorský, tennista cecoslovacco († 2002)
- 9 febbraio - Margot Marsman, nuotatrice olandese († 2018)
- 9 febbraio - Franco Maselli, ex calciatore e allenatore di calcio italiano
- 9 febbraio - Daniele Oppi, pittore e pubblicitario italiano († 2006)
- 9 febbraio - Gerhard Richter, pittore tedesco
- 9 febbraio - Konrad Ruhland, direttore d'orchestra tedesco († 2010)
- 9 febbraio - Joginder Singh, pilota di rally keniota († 2013)
- 10 febbraio - Alessandro Ciceri, tiratore a volo e imprenditore italiano († 1990)
- 10 febbraio - Tony De Vita, pianista, compositore e arrangiatore italiano († 1998)
- 10 febbraio - Roland Hanna, pianista e compositore statunitense († 2002)
- 10 febbraio - Barrie Ingham, attore inglese († 2015)
- 10 febbraio - Antonio Maggi, tennista italiano († 2012)
- 10 febbraio - Emilio Neri, politico italiano
- 10 febbraio - Robert Taylor, informatico e psicologo statunitense († 2017)
- 10 febbraio - Udo Tohver, cestista estone († 2019)
- 11 febbraio - Germaine Ahidjo, politica e first lady camerunese († 2021)
- 11 febbraio - Margit Carlqvist, attrice svedese
- 11 febbraio - Carlyle Glean, politico grenadino († 2021)
- 11 febbraio - Abbondio Marcelli, canottiere italiano († 2015)
- 11 febbraio - Nanni Ricordi, produttore discografico e direttore artistico italiano († 2012)
- 11 febbraio - Jurij Šljapin, pallanuotista sovietico († 2009)
- 11 febbraio - Augusto Vegezzi, filosofo, saggista e insegnante italiano († 2022)
- 11 febbraio - Aparicio Velázquez, cestista paraguaiano († 2022)
- 12 febbraio - Ivan Abadžiev, sollevatore bulgaro († 2017)
- 12 febbraio - Robert Anthony Lutz, dirigente d'azienda svizzero
- 12 febbraio - Astrid di Norvegia, principessa norvegese
- 12 febbraio - Ernesto Ornati, scultore, pittore e incisore italiano († 2022)
- 12 febbraio - Julian Simon, economista statunitense († 1998)
- 12 febbraio - Giangaetano Vacchini, arbitro di calcio italiano († 1994)
- 13 febbraio - Elio Andriuoli, poeta, critico letterario e insegnante italiano († 2024)
- 13 febbraio - Vincenzo Biondo, ex calciatore italiano
- 13 febbraio - Vittoria Cesarini, velocista italiana († 2023)
- 13 febbraio - Susan Oliver, attrice statunitense († 1990)
- 13 febbraio - Roberto Pariante, regista italiano († 2009)
- 13 febbraio - Branko Rezar, calciatore e allenatore di calcio jugoslavo († 2020)
- 13 febbraio - Barbara Shelley, attrice inglese († 2021)
- 13 febbraio - Marcelino Vaquero González, calciatore spagnolo († 2020)
- 14 febbraio - Harriet Andersson, attrice svedese
- 14 febbraio - Maurice Audin, matematico francese († 1957)
- 14 febbraio - József Csermák, martellista ungherese († 2001)
- 14 febbraio - Giulio Guderzo, storico italiano
- 14 febbraio - Karol Kennedy, pattinatrice artistica su ghiaccio statunitense († 2004)
- 14 febbraio - Alexander Kluge, regista, sceneggiatore e scrittore tedesco
- 14 febbraio - Alberto Winkler, canottiere italiano († 1981)
- 15 febbraio - Adallo Magomedovič Aliev, poeta, scrittore e saggista russo († 2015)
- 15 febbraio - Nicola Carrino, scultore italiano († 2018)
- 15 febbraio - Voitto Hellsten, velocista finlandese († 1998)
- 15 febbraio - Troy Kennedy-Martin, sceneggiatore scozzese († 2009)
- 15 febbraio - Sanpei Shirato, fumettista giapponese († 2021)
- 15 febbraio - Erika Remberg, attrice austriaca († 2017)
- 15 febbraio - Jean-Pierre Schmitz, ciclista su strada e ciclocrossista lussemburghese († 2017)
- 16 febbraio - Aharon Appelfeld, scrittore e superstite dell'Olocausto israeliano († 2018)
- 16 febbraio - William Aucamp, pallanuotista sudafricano († 1992)
- 16 febbraio - Elizabeth Brown, storica statunitense († 2024)
- 16 febbraio - Harry Goz, attore e doppiatore statunitense († 2003)
- 16 febbraio - Jurij Valentinovič Grigor'ev, regista sovietico
- 16 febbraio - Denis Houf, calciatore belga († 2012)
- 16 febbraio - Ahmad Tejan Kabbah, politico sierraleonese († 2014)
- 16 febbraio - Livia Livi, scultrice e poetessa italiana
- 16 febbraio - Franco Miotto, alpinista italiano († 2020)
- 16 febbraio - Antonio Ordóñez, torero spagnolo († 1998)
- 16 febbraio - Vicente Iborra Richart, calciatore e allenatore di calcio spagnolo († 2020)
- 16 febbraio - Gretchen Wyler, attrice, cantante e attivista statunitense († 2007)
- 17 febbraio - Bob Santini, ex cestista statunitense
- 17 febbraio - Bruno Torri, critico cinematografico e storico italiano
- 18 febbraio - Miloš Forman, regista, sceneggiatore e attore cecoslovacco († 2018)
- 18 febbraio - Alphonse Halimi, pugile francese († 2006)
- 18 febbraio - Duane Michals, fotografo statunitense
- 18 febbraio - Alim Morozov, storico e scrittore russo († 2021)
- 18 febbraio - Vladimir Sinjavskij, lottatore sovietico († 2012)
- 18 febbraio - Sergio Velitti, scrittore e regista teatrale italiano
- 19 febbraio - Joseph Kerwin, ex astronauta e medico statunitense
- 19 febbraio - Jean-Pierre Ponnelle, scenografo, costumista e regista teatrale francese († 1988)
- 20 febbraio - Rino Di Fraia, calciatore italiano († 2010)
- 20 febbraio - Roger Haudegand, cestista francese († 2017)
- 20 febbraio - Edgar Herrmann, pilota di rally tedesco
- 20 febbraio - Enrique Múgica, politico spagnolo († 2020)
- 20 febbraio - Giulio Sanguineti, vescovo cattolico italiano
- 21 febbraio - Cosimo Damiano Fonseca, presbitero, storico e medievista italiano († 2025)
- 21 febbraio - Franco Indovina, regista cinematografico italiano († 1972)
- 21 febbraio - Neil Langman, calciatore inglese († 2021)
- 22 febbraio - Salvatore Baccaro, attore italiano († 1984)
- 22 febbraio - Silvano Ciampi, ciclista su strada e dirigente sportivo italiano († 2022)
- 22 febbraio - Ted Kennedy, politico statunitense († 2009)
- 22 febbraio - Robert Opron, designer francese († 2021)
- 22 febbraio - Nicola Palladino, dirigente sportivo e scacchista italiano († 2008)
- 23 febbraio - Majel Barrett, attrice statunitense († 2008)
- 23 febbraio - Jean-Paul Benzécri, matematico, statistico e filosofo francese († 2019)
- 23 febbraio - Willy Colombini, attore italiano
- 23 febbraio - Emanuele Giudice, politico, scrittore e poeta italiano († 2014)
- 23 febbraio - Jorgji Kona, cestista e pallavolista albanese († 2009)
- 23 febbraio - Paolo Rizzi, critico d'arte e giornalista italiano († 2007)
- 24 febbraio - Pino Castagna, scultore, ceramista e incisore italiano († 2017)
- 24 febbraio - Walter De Rigo, imprenditore e politico italiano († 2009)
- 24 febbraio - Jean Kerléo, profumiere francese († 2025)
- 24 febbraio - Michel Legrand, compositore, pianista e arrangiatore francese († 2019)
- 24 febbraio - Ian McNeill, allenatore di calcio e calciatore scozzese († 2017)
- 24 febbraio - Zell Miller, politico e scrittore statunitense († 2018)
- 24 febbraio - John Vernon, attore canadese († 2005)
- 25 febbraio - Hans Apel, economista e politico tedesco († 2011)
- 25 febbraio - Tony Brooks, pilota automobilistico britannico († 2022)
- 25 febbraio - Giancarlo Ghironzi, politico e medico sammarinese († 2020)
- 25 febbraio - Ninni Maina, cantante italiano († 2008)
- 25 febbraio - Augusto Polo Campos, compositore peruviano († 2018)
- 25 febbraio - Jud Taylor, attore, regista televisivo e produttore televisivo statunitense († 2008)
- 25 febbraio - Michael Thevis, imprenditore e criminale statunitense († 2013)
- 25 febbraio - Faron Young, cantante statunitense († 1996)
- 25 febbraio - Arnaldo Zambardi, scrittore, semiologo e sociologo italiano († 2017)
- 26 febbraio - Claudio Beorchia, politico italiano
- 26 febbraio - Johnny Cash, cantautore e chitarrista statunitense († 2003)
- 26 febbraio - Eric Davis, calciatore inglese († 2007)
- 27 febbraio - Liane Daydé, ballerina e attrice francese († 2022)
- 27 febbraio - Ernst Hinterseer, ex sciatore alpino e allenatore di sci alpino austriaco
- 27 febbraio - Claude Lorius, climatologo francese († 2023)
- 27 febbraio - Daniel Mañó, calciatore spagnolo († 2024)
- 27 febbraio - Joaquín Murillo, calciatore spagnolo († 2009)
- 27 febbraio - László Sárosi, allenatore di calcio e calciatore ungherese († 2016)
- 27 febbraio - Elizabeth Taylor, attrice britannica († 2011)
- 28 febbraio - Noel Cantwell, calciatore e allenatore di calcio irlandese († 2005)
- 28 febbraio - Rocky Dijon, percussionista ghanese († 1993)
- 28 febbraio - Don Francks, attore, cantante e musicista canadese († 2016)
- 28 febbraio - Donald Rafael Garrett, polistrumentista statunitense († 1989)
- 28 febbraio - Enzo Guarini, cantautore, attore e conduttore televisivo italiano († 1991)
- 28 febbraio - Gianfranco Rastrelli, sindacalista e politico italiano († 2018)
- 28 febbraio - Djoko Rosic, attore serbo († 2014)
- 28 febbraio - Luís Vinício, allenatore di calcio e ex calciatore brasiliano
- 28 febbraio - Vivi-Anne Wassdahl, sciatrice alpina svedese († 2023)
- 29 febbraio - Andrea Bassi, allenatore di calcio italiano († 1995)
- 29 febbraio - Giuliana Boldrini, scrittrice, sceneggiatrice e traduttrice italiana
- 29 febbraio - Edward Faulkner, attore statunitense
- 29 febbraio - Antonius Geurts, canoista olandese († 2017)
- 29 febbraio - Gene H. Golub, matematico e informatico statunitense († 2007)
- 29 febbraio - Masten Gregory, pilota automobilistico statunitense († 1985)
- 29 febbraio - Reri Grist, soprano statunitense
- 29 febbraio - Nane Zavagno, artista italiano († 2025)